# Nico Hoerner
Nico Hoerner (Oakland, California, 13 de mayo de 1997) es un jugador profesional estadounidense de béisbol que se desempeña en la posición de segunda base en Chicago Cubs, equipo de las Grandes Ligas de Béisbol (MLB).

## Carrera
Fue seleccionado en la primera ronda en el Draft de la MLB de 2018. En 2019 hizo su debut profesional con el equipo Chicago Cubs, donde lleva jugando seis temporadas.